# Cupa Eroilor 1941-1942
Sezonul 1941-1942 al Cupei Eroilor sau Sezonul 1941-1942 al Campionatului Regional a fost cea de-a 17-a ediție a Campionatului Regional de Fotbal al României și prima a Cupei Eroilor. După intrarea țării în război, Federația Română de Fotbal a suspendat campionatul în curs și l-a înlocuit cu un „campionat de război”, competiție dotată cu Cupa Basarabia, un trofeu oferit de Ziarul Universul. 

## Format
Divizia B 1941-1942 nu a mai avut loc fiind sistat de Federația Română de Fotbal-Asociație. Campionatul va fi reluat un an mai târziu în 1942 în 6 septembrie. În toamna anului 1941 s-au aliniat la startul competiției Cupa Eroilor 66 de cluburi din primele două ligi (Divizia A și Divizia B), organizate în 10 grupe regionale, primele 10 clasate plus 6 locuri 2, participând apoi la turneul final eliminatoriu. Cele 10 grupe s-au desfășurat după sistemul tur-retur în perioada septembrie 1941-aprilie 1942. După disputarea jocurilor din faza grupelor, 16 echipe s-au calificat în faza națională.
S-au calificat echipele: 
Seria I: UD Reșița
Seria a II-a:Mica Brad
Seria a III-a:FC Craiova, CFR Turnu Severin
Seria a IV-a:Jiul Petroșani
Seria a V-a:Universitatea Cluj-Sibiu
Seria a VI-a:Arieșul Turda
Seria a VII-a:ACFR Brașov
Seria a VIII-a:Astra Română Moreni, FC Ploiești
Seria a IX-a:Gloria CFR Galați, FC Brăila
Seria a X-a:Rapid București, Unirea Tricolor București și Juventus București
Echipa cu litere îngroșate a câștigat seria .